# زبان یهودی-تاتی
زبان یهودی-تاتی یا جهودی یا جیدی (انگلیسی: Judeo-Tat) (عبری: ז'אוּהאוּראִ) زبان یهودیان کوهستان می‌باشد که در آذربایجان و داغستان استفاده می‌شد. امروزه این زبان بیشتر در اسرائیل رایج است. این زبان از ریشهٔ زبان پارسی است و به گروه زبان‌های پارسی تعلق دارد اما برای سایر گویشوران زبان پارسی نامفهوم است. زبان تاتی که توسط مسلمانان در آذربایجان صحبت می‌شود نیز با این زبان بسیار مشترک است.

## گویشوران
امروزه این زبان در معرض انقراض است و یونسکو آن را در زمره زبان های به شدت در معرض انقراض قرار داده.  تعداد صحبت کنندگان فعلی، ۷۰٬۰۰۰ نفر در اسرائیل، ۲۴٬۰۰۰ در آذربایجان، ۳٬۰۰۰ نفر در روسیه و ۵٬۰۰۰ نفر در ایالات متحده است.